# Porcellionides variabilis
Porcellionides variabilis är en kräftdjursart som beskrevs av Jackson 1926. Porcellionides variabilis ingår i släktet Porcellionides och familjen Porcellionidae. Inga underarter finns listade i Catalogue of Life.